# Hypolytrum humile
Hypolytrum humile är en halvgräsart som först beskrevs av Justus Carl Hasskarl och Ernst Gottlieb von Steudel, och fick sitt nu gällande namn av Johann Otto Boeckeler. Hypolytrum humile ingår i släktet Hypolytrum och familjen halvgräs. Inga underarter finns listade i Catalogue of Life.